# Trisetum youngii
Trisetum youngii är en gräsart som beskrevs av Joseph Dalton Hooker. Trisetum youngii ingår i släktet glanshavren, och familjen gräs. Inga underarter finns listade i Catalogue of Life.